# Bunkeya congoensis
Bunkeya congoensis är en insektsart som beskrevs av Bolívar, C. 1914. Bunkeya congoensis ingår i släktet Bunkeya och familjen Thericleidae. Inga underarter finns listade i Catalogue of Life.